# Новониколаевка (Летичевский район)
Новоникола́евка (укр. Новомиколаївка) — село в Летичевском районе Хмельницкой области Украины.
Население по переписи 2001 год составляло 11 человек. Почтовый индекс — 31524. Телефонный код — 3857. Занимает площадь 0,279 км². Код КОАТУУ — 6823087005.

## Местный совет
31524, Хмельницкая обл., Летичевский р-н, с. Ялиновка, ул. Октябрьская, 14/а